# Макросім'я
Макросім'я — структурна одиниця в лінгвістиці, що включає у себе кілька мовних сімей. Об'єднання декількох сімей в одну велику макросім'ю зазвичай ґрунтується лише на теоріях, і тому сприймається багатьма лінгвістами неоднозначно. Тому, говорячи про якусь макросім'ю, наприклад ностратичну або сино-кавказьку, слід пам'ятати, що термін макросім'я  в цьому разі означає лише можливий зв'язок між групами мов, які належать до неї.

## Деякі запропоновані макросім'ї
- Борейська гіперсім'я
  - Афразійська макросім'я
  - Ностратична макросім'я (індоєвропейські, алтайські, картвельські, дравідійські, уральсько-юкагірські, ескімосько-алеутські)
  - Сино-кавказька макросім'я (баскська, дене-єнісейські, північнокавказькі, бурушаскі, хуррито-урартські, сино-тибетські, під питанням також віднесення до даної сім'ї цілої групи ізолятів)
  - Аустрична макросім'я (австроазійські, австронезійські, тай-кадайські, мяо-яо)
  - Америндська макросім'я
- Нігеро-сахарська гіперсім'я
  - Нігеро-конголезькі мови
  - Ніло-сахарські мови
- Койсанські мови
- Індо-тихоокеанські мови
  - Андаманські мови
  - Папуаські мови
  - Тасманійські мови
  -  ? ізоляти Індії: кусунда, ніхалі
- Австралійські мови (29 мовних сімей Австралії)

Досі неясна ситуація з макрокласифікацією мов індіанців Америки (за винятком ескімосько-алеутських і на-дене, яких відносять до борейської гіперсім'ї)